# Celmisia pseudolyallii
Celmisia pseudolyallii là một loài thực vật có hoa trong họ Cúc. Loài này được (Cheeseman) Cockayne mô tả khoa học đầu tiên năm 1910.